# Братца, Милан
Милан Йованович Братца (англ. Milan Yovanovitch Bratza, настоящая фамилия Йованович; 12 мая 1904, Нови-Сад — 16 февраля 1964) — британский скрипач сербского происхождения.
Учился у Отакара Шевчика. Дебютировал в Вене, гастролировал как солист-вундеркинд по Европе, среди прочего в 1913 году участвовал в одном из торжественных придворных концертов в России по случаю 300-летия дома Романовых. В 1920 году совершил гастрольную поездку по Великобритании вместе с пианистом Владимиром Пахманом, горячо поддержавшим молодого музыканта. В том же году осуществил первую запись («Грустная песенка» П. И. Чайковского, партия фортепиано Серж Криш). После этого обосновался в Англии. В 1924 г. гастролировал в Австралии (вместе с певцом Чарльзом Хэкеттом). В конце 1920-х гг. выступал в дуэте со своим братом Душко, пианистом, вызывая восторженную реакцию британской публики. В 1928 г. получил британское подданство. В течение 26 лет преподавал в Гилдхоллской школе музыки.
В 1941 г. женился на Мэри Маргарет Расселл, дочери лорда-законника Фрэнка Расселла и внучке лорда главного судьи Англии и Уэльса Чарльза Расселла. Трое детей, средний сын — сэр Николас Душан Братца, председатель Европейского суда по правам человека.